# Stómio (ort i Grekland, Thessalien)
Stómio är en ort i Grekland.   Den ligger i prefekturen Nomós Larísis och regionen Thessalien, i den centrala delen av landet, 230 km norr om huvudstaden Aten. Stómio ligger 11 meter över havet och antalet invånare är 649.
Terrängen runt Stómio är varierad. Havet är nära Stómio åt nordost.  Närmaste större samhälle är Agiá, 16,7 km söder om Stómio. I omgivningarna runt Stómio växer i huvudsak blandskog.